# NGC 4008
NGC 4008 (другие обозначения — UGC 6953, MCG 5-28-61, ZWG 157.66, PGC 37666) — эллиптическая галактика (E5) в созвездии Льва. Открыта Уильямом Гершелем в 1785 году.
Этот объект входит в число перечисленных в оригинальной редакции «Нового общего каталога».
Галактика NGC 4008 удалена на 54 мегапарсека. В ней наблюдается диффузное рентгеновское излучение на энергиях фотонов 0,4 кэВ, которое простирается вплоть до 25 килопарсек от галактики. Кроме того, в галактике наблюдается точечный источник излучения в радиодиапазоне.
NGC 4008 входит в состав группы галактик NGC 4017. Помимо NGC 4008 в группу также входят NGC 4004, NGC 4016, NGC 4017 и IC 2982. Является ярчайшей галактикой раннего типа в своей группе.